# Лупенци
Лупенцы, лбины, лпины (др.-арм. Լփինք, лат. Lupenii) — этноним одного из народов, населявших в древности Алазанскую долину.
В Кавказской Албании проживало 26 племён, к числу которых относились каспии, удины, албаны, гаргареи, мики, кеты, сильвы, соды-исонды, гелы, леги, дидуры и лбины-лупиены. Основная группа албанских племён занимает горные районы. Сильвы (шилы, шибы, чишбы, джигбы) локализуются поблизости от Шахдагских высот, а лбины (лупении) — у их подножия, с южной стороны. В античных источниках племена лбинов упоминаются в формах «лпин» или «лубен». Их страна в источниках зафиксирована как Лпинк, или же Лбиния. Вероятно, что лбины жили на левом побережье реки Алазан — в Албании. Об их локализации также существуют различные мнения. Большинство исследователей склонно считать, что лпины-лбины проживали у нижнего течения реки Алазани, а сильвы-чилбы — в верховьях Самура и прилегающих южных склонах Главного Кавказского хребта, то есть на территории расселения аварцев и цахуров.
О лпинах-лбинах-лупениях и сильвах-чилбах сообщает Плиний Старший (23—79 гг. н. э.): «За пределами Албании по всему челу гор обитают дикие племена сильвов»; «ниже сильвов живут лупении». Через 600 с лишним лет лпины-лбины упоминаются вновь в связи с христианской миссией 681 г., направлявшейся к гуннскому князю Алп-Илитверу.
Древнеармянский историк Фавстос Бузанд пишет, что «силвы с лбинами в числе других племён участвовали в набеге на Армению в конце первой половине IV века».
Согласно иранскому историку Ибн Хордадбеху, племя возглавлял вождь, чей титул звучал как «лбиншах» (Lbinshāh).

## Народы потомки
А. А. Магомедова и Р. Р. Ибрагимов, считают, что потомками лупенцев являются аварцы.